# Национальная академия наук Азербайджана
Национа́льная акаде́мия нау́к Азербайджа́на (НАНА) (азерб. Azərbaycan Milli Elmlər Akademiyası) — основное научное учреждение республики Азербайджан. Объединяет избранных в её состав членов академии (действительные члены, члены-корреспонденты, зарубежные члены), почётных докторов, научных сотрудников и специалистов, работающих в научных, научно-служебных, образовательных и социально-служебных предприятиях.

## История
В начале 1920-х годов научные исследования проводились в основном в Бакинском университете, основанном в 1919 году, где были созданы Научная ассоциация, Общество естествознания и врачей, Общество востоковедов и врачей.
С 1923 по 1929 год действовало Общество исследования и изучения Азербайджана. В обществе работали различные азербайджанские учёные. В составе общества были созданы 3 секции: историко-этнографическая, экономическая, естественнонаучная. В 1925 году была создана тюркологическая секция. С 1925 года общество издавало научное издание «Известия».
В октябре 1928 года при Обществе было создано Бюро Зарубежного Востока, занимавшееся изучением восточных стран. В бюро действовали такие учёные, как П. К. Жузе, Г. Султанов.
В 1926 году Обществом впервые на русском языке была опубликована книга Аббас-Кули-ага Бакиханова Гюлистан-и Ирам. Обществом также были опубликованы книги Абдул-Латифа Эфенди «История шекинских ханов», Карабаг-наме, Керим ага Фатеха «Краткая история шекинских ханов», Гаджи Сеид Абдул-Гамида «Родословная шекинских ханов и их потомков», переведены «Сасаниды» А. Христенсена.
9 октября 1929 года общество исследования и изучения Азербайджана было реорганизовано в Азербайджанский государственный научно-исследовательский институт (АзГНИИ).Институт состоял из 7 отделений.
Отделение востока АзГНИИ состояло из иранского, турецкого отделов, отдела арабских стран и отдела советского востока. Институтом издавались сборники «Ближний восток», «Пути изучения Азербайджана», «Азербайджанский научный фронт».

### Азербайджанское отделение Закавказского филиала АН СССР

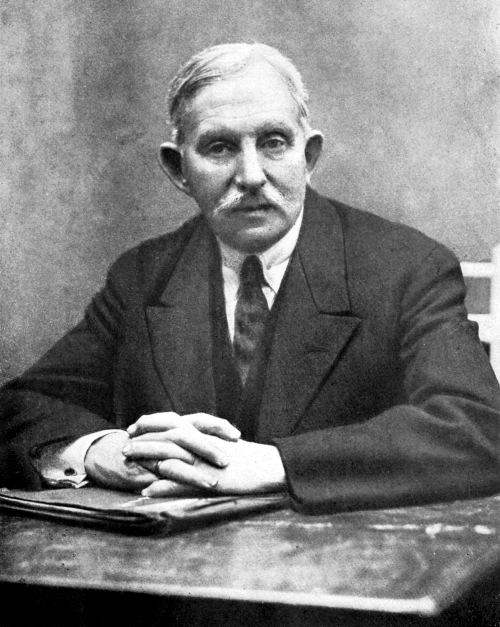
Ф. Ю. Левинсон-Лессинг, 1934

В 1932 году на базе Азербайджанского государственного научно-исследовательского института было создано Азербайджанское отделение Закавказского филиала АН СССР. Заведующим отделением был назначен Рухулла Ахундов, действовали 11 отделов и несколько комиссий. С Отделением сотрудничали известные учёные Ф. Ю. Левинсон-Лессинг, И. М. Губкин, А. А. Гроссгейм, Н. Марр, И. И. Мещанинов, А. Н. Державин, Бекир Чобанзаде, Вели Хулуфлу, М. Эфендиев, Абдулла Тагизаде, Салман Мумтаз, Агамир Мамедов и другие.

### Азербайджанский филиал АН СССР

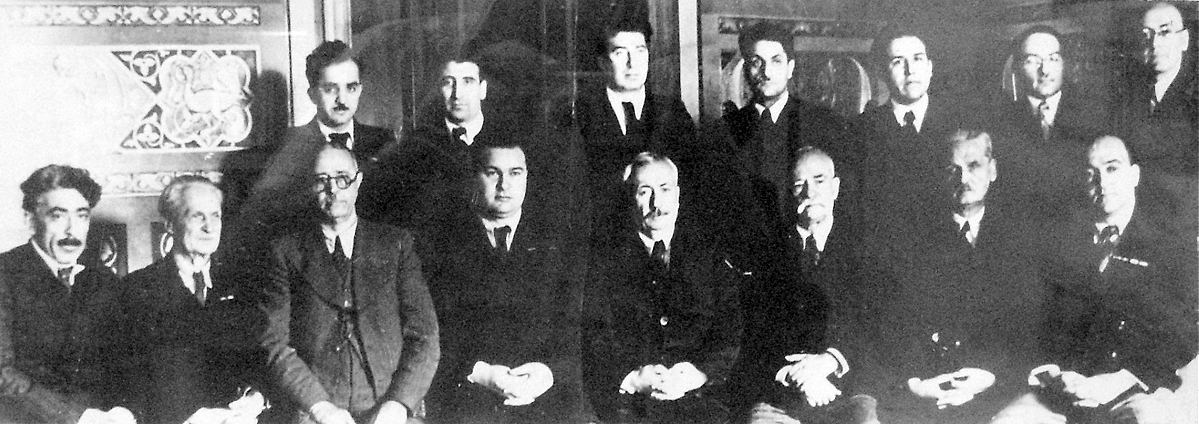
Первые члены Президиума АН АзССР, 1945 г.
Нижний ряд (слева направо, сидят): поэт С. Вургун, учёный-гидравлик И. Г. Есьман, У. Гаджибеков, А. А. Ализаде, президент Академии М. Миркасимов, И. И. Широкогоров, А. А. Гроссгейм, М. А. Топчибашев (учёный, хирург). Стоят: Ю. Мамедалиев, М. А. Ибрагимов, Ш. А. Азизбеков, Г. Н. Гусейнов, Мир-Али Кашкай, С. А. Дадашев, М. А. Усейнов

В 1935 году Закавказский филиал был преобразован в Азербайджанский филиал Академии наук СССР (АзФАН), который возглавил академик Ф. Ю. Левинсон-Лессинг. Филиал имел отделения в Кировабаде и Нахичевани. На основе существующих отделов были созданы секторы химии, ботаники, зоологии и истории, этнографии и археологии, научно-исследовательских институтов языка и литературы, а также энергетики, физики, геологии, землеведения. С 1936 по 1939 год филиал возглавлял И. М. Губкин.
25 октября 1935 года на базе сектора истории был создан Институт истории, археологии и этнографии Азербайджанского филиала АН СССР. Директором института был назначен И. И. Мещанинов.
Действовали Институт словарей АзФАН, Институт литературы и языка АзФАН.
Институт литературы и языка собрал богатую коллекцию оригинальных рукописей азербайджанских писателей и поэтов на основе коллекций Азербайджанского педагогического института, Государственного музея Азербайджанской ССР. Из собраний рукописей Великобритании, Франции, Санкт-Петербурга институтом были получены фотокопии материалов по азербайджанской литературе и культуре. На начало 1940-х годов в отделе рукописей Института было собрано более 10 000 рукописей стран Востока.

### АН Азербайджанской ССР

Здание Академии наук Азербайджана. Архитектор М. Усейнов. 1960-е годы

Решением Совета народных комиссаров СССР от 23 января 1945 года филиал был преобразован в Академию наук Азербайджанской ССР. В это время в академии были 4 отдела, 16 научно-исследовательских институтов, 3 музея, научно-исследовательских отдела, Центральная научная библиотека, научные базы в Нахичевани, Кировабаде, Степанакерте и Губе. Первыми членами Академии наук Азербайджанской ССР были избраны:
1. У. Гаджибеков,
2. С. Вургун,
3. M. Ибрагимов,
4. Ю. Мамедалиев,
5. M. Кашкай,
6. А. А. Гроссгейм,
7. С. Дадашев,
8. И. Г. Есьман,
9. М. Миркасимов,
10. Ш. Азизбеков,
11. А. Ализаде,
12. M. Топчибашев,
13. М. Усейнов,
14. Г. Гусейнов
15. И. И. Широкогоров.

31 марта 1945 года на первом собрании действительных членов АН АзССР президентом был избран М. Миркасимов. При нём были созданы сектора геологии и химии, физико-технических наук и нефти, биологии и сельскохозяйственных наук, общественных наук, в составе которых находилось 16 научных институтов. В ряде городов Азербайджана: Нахичевань, Гянджа, Степанакерт и Губа существовали научные базы академии, научная библиотека, Музей естественной истории имени Г. Зардаби.
В годы руководства Захида Халилова Академией наук (1962—1967) отмечается достижение прогресса в области физико-математических наук. Академик Гасан Абдуллаев является родоначальником школы физики полупроводников в Азербайджане. Позже при Институте физики были созданы опытный завод, завод «Кристалл», специальное конструкторское бюро, специальное конструкторско-технологическое бюро по металловедению, институт прикладной физики.
На 1967 год в структуру Академии входили
1. Институт физики
2. Институт математики и механики
3. Институт кибернетики
4. Шемахинская астрофизическая обсерватория
5. Институт нефтехимических процессов им. Ю. Г. Мамедалиева
6. Институт неорганической и физической химии
7. Институт химии присадок
8. Институт теоретических проблем химической технологии
9. Институт геологии имени И. М. Губкина
10. Институт проблем глубинных нефтегазовых месторождений
11. Институт географии НАНА имени академика Г. Алиева
12. Институт ботаники имени В. Л. Комарова
13. Ботанический сад
14. Институт зоологии
15. Институт почвоведения и агрохимии
16. Сектор физиологии
17. Институт истории
18. Институт литературы и языка им. Низами
19. Институт экономики
20. Институт народов Ближнего и Среднего Востока
21. Сектор философии
22. Республиканский рукописный фонд

В 1975 году Академия наук Азербайджанской ССР награждена орденом Дружбы народов.

### АН Азербайджанской Республики
После обретения независимости в 1991 году АН Азербайджанской ССР была переименована в Академию наук Азербайджанской Республики (АН АР).

### НАН Азербайджана
15 мая 2001 года академии придан статус Национальной академии наук. 4 января 2003 года Академии присвоен статус государственного органа.
20 февраля 2013 года решением Президиума исполняющим обязанности президента Академии был назначен директор Института геологии Азербайджана, вице-президент НАНА Акиф Ализаде, 25 апреля он был утвержден президентом НАНА.
В июле 2022 году указом президента Азербайджана дан старт реформам как в области науки, так и в сфере образования, в результате которой Национальный музей истории Азербайджана НАНА, Национальный музей азербайджанской литературы имени Низами Гянджеви и Дом-музей Гусейна Джавида вместе со своим имуществом были переданы в подчинение министерства культуры Азербайджана, а институты НАН, связанные с техническими, естественными науками, переданы в подчинение министерства науки и образования Азербайджана.
3 ноября 2023 года утверждён новый устав НАНА.

## Руководство

### Президенты
Президентами НАНА избирались в общей сложности 11 академиков.
Президентом НАНА с 25 октября 2022 года является Иса Габиббейли. Вице-президент НАНА с мая 2019 года — Расим Алгулиев.
Президенты Академии
| №  | ФИО                     | Период                            |
| -- | ----------------------- | --------------------------------- |
| 1  | Мир Асадулла Миркасимов | 1945—1947                         |
| 2  | Юсиф Мамедалиев         | 1947—1950 1958—1961               |
| 3  | Муса Алиев              | 1950—1958                         |
| 4  | Захид Халилов           | 1961—1967                         |
| 5  | Рустам Исмаилов         | 1967—1970                         |
| 6  | Гасан Абдуллаев         | 1970—1983                         |
| 7  | Эльдар Салаев           | 1983—1997                         |
| 8  | Фарамаз Максудов        | 1997—2000                         |
| 9  | Махмуд Керимов          | 2000—2013                         |
| 10 | Акиф Ализаде            | 2013—2019                         |
| 11 | Рамиз Мехтиев           | 2019—2022                         |
| 12 | Ариф Гашимов (и. о.)    | 19 февраля 2022 — 25 октября 2022 |
| 13 | Иса Габиббейли          | с 25 октября 2022                 |

### Президиум
Члены президиума Академии избираются сроком на 5 лет.
Президиуму вправе присваивать звание «Почетный профессор Национальной Академии наук Азербайджана» иностранным ученым, а также общественным деятелям и деятелям культуры, имеющим заслуги перед азербайджанской наукой и активно участвующих в развитии научных и литературных связей.

## Деятельность

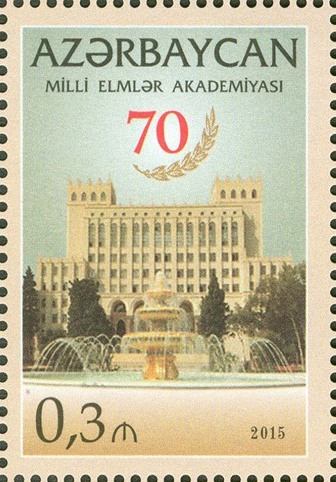
Почтовая марка Азербайджана 2015 года, посвящённая 70-летию академии

Принята и действовала Национальная стратегия по развитию науки в Азербайджанской Республике на 2009—2015 годы и Государственная программа по осуществлению Национальной стратегии по развитию науки в Азербайджанской Республике в 2009—2015 годах. По мнению президента НАНА академика А. Ализаде, «азербайджанская наука и в советское время входила в первую пятерку среди союзных республик». Для того, чтобы удержать и увеличить научный потенциал страны, в июне 2014 года была утверждена Концепция развития Национальной академии наук Азербайджана до 2020 года, которая вырабатывалась с конца 2011 года. В рамках новой концепции признаны перспективными и приоритетными для НАНА физико-химическое направление, нефть и нефтехимия, изучение геодинамики Земли, развитие геномики, биотехнологии, молекулярная генетика. Большее значение будет придаваться тем учёным, труды которых публикуются в рейтинговых иностранных изданиях, а также тем, кто отличается активностью на различных грантовых конкурсах и участвует в международных научных конференциях.
29 июня 2015 года представителями академии наук Азербайджана, Казахстана, Кыргызстана, Турции, Татарстана, Башкортостана при участии посла Монголии была учреждён Союз академий наук тюркского мира.
На апрель 2022 года число сотрудников Академии составляет 1828 чел. Из них научные сотрудники — 948, доктора философии — 353, доктора наук — 165.
В аппарате президиума НАНА создан отдел «Электронная академия».
Начиная с 2013 года, НАНА сотрудничает с научными центрами и высшими учебными заведениями Франции, Великобритании, России, Китая, Японии.
21 мая 2019 году между НАНА Азербайджанской Республики и Российской академией наук (РАН) было подписано Соглашение о научно-техническом сотрудничестве.
14 марта 2023 года в академическом городке создан парк редких деревьев. В парке посажены занесённые в Красную книгу различные виды клёна, железное дерево, кавказская пальма, ленкоранская акация, каркас кавказский. Всего посажено 50 редких декоративных деревьев и 50 кустарников.
28 февраля 2024 года открыт Координационный центр НАНА и Совета Турции по научно-техническим исследованиям (TÜBİTAK).
8 марта 2025 года Академией учреждены Почётный диплом Узеира Гаджибейли и Почётный диплом Азиза Санджара.

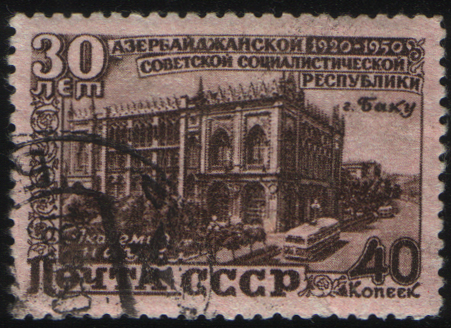
Почтовая марка СССР. Здание Академии наук Азербайджанской ССР, 1950

## Филиалы
Действует гянджинский филиал. 13 сентября 2024 года в филиале открыт Центр узбекского языка и культуры.

## Структура
До 2022 года существовала следующая структура академии:
Отделение физико-математических и технических наук
- Институт физики им. ак. Г. Абдуллаева
- Институт кибернетики им. ак. А. Гусейнова
- Институт математики и механики
- Шемахинская астрофизическая обсерватория им. Н. Туси
- Институт радиационных проблем
- Институт информационных технологий

Отделение химических наук
- Институт нефтехимических процессов имени академика Ю. Г. Мамедалиева
- Институт химических проблем имени академика М. Ф. Нагиева
- Институт химии присадок им. академика А. М. Кулиева
- Институт полимерных материалов
- Опытно-промышленный завод Института нефтехимических процессов

Отделение наук о Земле
- Институт геологии
- Институт географии имени академика Г. Алиева

Отделение гуманитарных и общественных наук
- Институт истории им. А. Бакиханова
- Институт археологии, этнографии и антропологии
- Институт экономики
- Институт философии и социологии
- Институт востоковедения им. академика З. М. Буньядова
- Институт права и прав человека
- Институт литературы им. Низами
- Институт языкознания им. Насими
- Институт рукописей им. М. Физули
- Институт архитектуры и искусства
- Музей истории Азербайджана
- Музей азербайджанской литературы им. Н. Гянджеви
- Дом-музей Гусейна Джавида
- Институт фольклора

Отделение биологических наук
- Институт ботаники
- Институт зоологии
- Институт генетических ресурсов
- Институт физиологии имени А. И. Караева
- Институт почвоведения и агрохимии
- Институт микробиологии
- Центральный ботанический сад
- Мардакянский дендрарий

С 2022 года институты, связанные с техническими, естественными науками, переданы в подчинение Министерства науки и образования Азербайджана. Подведомственными НАНА научными учреждениями являются:
- Институт истории имени А. Бакиханова
- Институт археологии, этнографии и антропологии
- Институт востоковедения
- Институт философии и социологии
- Институт литературы имени Низами
- Институт языкознания имени Насими
- Институт архитектуры и искусства
- Институт рукописей имени Мухаммеда Физули
- Институт фольклора
- Институт истории науки
- Институт кавказоведения
- Научный центр «Азербайджанская национальная энциклопедия»
- Центральная научная библиотека
- Издательство «Элм[азерб.]»[30]

Созданы филиалы Академии наук в Гяндже, Нахичевани, Шеки.

## Академики НАНА
Некоторые академики НАНА:
- Абасов Митат Теймур оглы
- Абдуллаев Гасан Мамедбагир оглы
- Алиев Муса Мирза оглы
- Алиев Тельман Аббас оглы
- Буниятов Зия Мусаевич
- Вагабзаде Бахтияр Махмуд оглы
- Гаджиев Акиф Джафар оглы
- Гулиев Джамиль Багатур оглы
- Исмаилов Рустам Гаджиали оглы
- Керимов Джангир Аббасович
- Керимов Махмуд Керим оглы
- Максудов Фарамаз Газанфар оглы
- Мамедалиев Юсиф Гейдар оглы
- Миркасимов Мир Асадулла Мир Алескер оглы
- Салаев Эльдар Юнис оглы
- Халилов Захид Исмаил оглы
- Шахтахтинский Тогрул Неймат оглы

## Бюджет
В бюджете Азербайджана на 2014 год предусмотрены расходы в размере 147 миллионов манат на науку (примерно 187 миллионов долларов США по текущему курсу). Эти расходы не включают в себя расходы на образование и другие расходы, которые также используются на нужды развития науки и техники, НИОКР. За последние десять лет расходы на науку выросли в семь раз. По данным Всемирного банка, в 2011 году расходы на науку составили 0,21 % от ВВП Азербайджана.
C 1 мая 2011 года ежемесячные оклады за звание действительных членов Национальной академии наук Азербайджана были установлены в размере 1200 манатов, а ежемесячные оклады за звание членов-корреспондентов — в размере 850 манатов.
С 1 сентября 2013 года в среднем на 10 % повысились установленные Единой тарифной сеткой ежемесячные должностные (тарифные) оклады работников, финансируемых из государственного бюджета, научных и научно-исследовательских учреждений, управлений и организаций Президиума и аппарата Национальной академии наук Азербайджана, аппарата Нахичеванского и Гянджинского подразделений НАНА, а также Центра научных инноваций НАНА. Зарплаты также поднимались на 10 % в сентябре 2010 года.